# William Parker, IV barón de Monteagle
William Parker, XIII barón de Morley, IV barón de Monteagle (1575-1 de julio de 1622) fue un par inglés, conocido por destapar la Conspiración de la pólvora. En 1605, iba a acudir a la ceremonia de apertura del Parlamento, puesto que era miembro de la Cámara de los Lores como barón de Monteagle, el título que había recibido de su madre. Sin embargo, recibió una carta en la que alguien le aseguraba que estaba preocupado porque creía que iban a volar el edificio por los aires. Esta carta, de origen y autoría inciertos, se conserva en los Archivos Nacionales del Reino Unido bajo el códico SP 14/216/2.